# Jordon Ibe
Jordon Femi Ashley Ibe (Bermondsey, 8 december 1995) is een Engels voetballer die doorgaans als vleugelspeler speelt. Hij tekende in juli 2016 een contract tot medio 2020 bij AFC Bournemouth, dat circa €18.000.000,- voor hem betaalde aan Liverpool.

## Clubcarrière

### Wycombe Wanderers
Ibe verruilde in 2007 de jeugdopleiding van Charlton Athletic voor die van Wycombe Wanderers. Hiervoor debuteerde hij op 9 augustus 2011 in het betaald voetbal, tijdens een wedstrijd in het toernooi om de League Cup tegen Colchester United. Ibe was toen 15 jaar en 244 dagen oud. Hij maakte op 15 oktober 2011 in de slotminuten van een wedstrijd tegen Hartlepool United zijn competitiedebuut voor Wycombe Wanderers. Dat was op dat moment actief in de League One. Enkele dagen later maakte Ibe zijn eerste doelpunt, tegen Sheffield Wednesday. In totaal kwam hij elf keer in actie voor Wycombe Wanderers.

### Liverpool
Ibe tekende in 2011 een contract bij Liverpool. Hier mocht hij op 22 juli 2012 in de voorbereiding op het nieuwe seizoen meedoen in een oefenwedstrijd tegen Toronto FC. Hij werd na rust gewisseld voor Joe Cole. Ibe zat op 16 maart 2013 voor het eerst op de bank tijdens een competitiewedstrijd van Liverpool, tegen Southampton. Hij maakte op 19 mei 2013 zijn debuut voor de club, op de laatste speeldag van het seizoen. Ibe mocht in het basiselftal beginnen tegen het al gedegradeerde Queens Park Rangers. Hij gaf de assist waaruit Philippe Coutinho het winnende doelpunt maakte. Hij werd na 63 minuten vervangen door Fabio Borini. Zijn eerste optreden in competitieverband in het seizoen 2013/14 volgde op 8 februari 2014, in een met 5–1 gewonnen wedstrijd thuis tegen Arsenal FC. Liverpool verhuurde Ibe in februari 2014 voor enkele maanden aan Birmingham City en tussen augustus 2014 en januari 2015 aan Derby County. Hij begon aan het seizoen 2015/16 als basisspeler en speelde dat jaar 27 competitiewedstrijden voor Liverpool.

### Bournemouth
Ibe tekende in juli 2016 een contract tot medio 2020 bij AFC Bournemouth, de nummer zestien van de Premier League in het voorgaande seizoen. Het betaalde circa €18.000.000,- voor hem aan Liverpool.

## Interlandcarrière
Ibe vertegenwoordigde Engeland in de nationale elftallen onder 18 (twee interlands, geen doelpunten), 19 (zes interlands, vier doelpunten) en 20 (twee interlands, geen doelpunten). Op 7 september 2015 maakte hij zijn debuut in het Engels voetbalelftal onder 21, in een EK-kwalificatiewedstrijd tegen Noorwegen –21 (0–1 winst). Ibe maakte een week later kenbaar dat hij niet in het Nigeriaans, maar in het Engels voetbalelftal wilde spelen.